# Кубок Кремля 2008
Кубок Кремля 2008 — 19-й розыгрыш ежегодного профессионального теннисного турнира среди мужчин и женщин, проводящегося в Москве (Россия) и являющегося частью тура ATP в рамках международной серии и тура WTA в рамках серии турниров 1-й категории.
В 2008 году турнир прошёл с 6 по 12 октября. Соревнование продолжало серию зальных турниров, расположенную в календаре между US Open и Итоговыми турнирами.
Прошлогодние победители:
- в мужском одиночном разряде —  Николай Давыденко
- в женском одиночном разряде —  Елена Дементьева
- в мужском парном разряде —  Марат Сафин и  Дмитрий Турсунов
- в женском парном разряде —  Кара Блэк и  Лизель Хубер

## Соревнования

### Мужчины. Одиночный турнир
Игорь Куницын обыграл  Марата Сафина со счётом 7-6(6), 6-7(4), 6-3.
- Куницын сыграл свой дебютный финал в основном туре ассоциации.
- Сафин уступает 1-й финал в сезоне и 12-й за карьеру в основном туре ассоциации.

### Женщины. Одиночный турнир
Елена Янкович обыграла  Веру Звонарёву со счётом 6-2, 6-4.
- Янкович выигрывает 4-й титул в сезоне и 9-й за карьеру в туре ассоциации.
- Звонарёва уступает 4-й финал в сезоне и 9-й за карьеру в туре ассоциации.

### Мужчины. Парный турнир
Сергей Стаховский /  Потито Стараче обыграли  Стивена Хасса /  Росса Хатчинса со счётом 7-6(4), 2-6, [10-6].
- Стаховский сыграл свой дебютный финал в основном туре ассоциации.
- Стараче выигрывает 1-й титул в сезоне и 3-й за карьеру в основном туре ассоциации.

### Женщины. Парный турнир
Катарина Среботник /  Надежда Петрова обыграли  Кару Блэк /  Лизель Хубер со счётом 6-4, 6-4.
- Среботник выигрывает 3-й титул в сезоне и 19-й за карьеру в туре ассоциации.
- Петрова выигрывает 3-й титул в сезоне и 15-й за карьеру в туре ассоциации.